# Лаочэн
Лаочэ́н (кит. упр. 老城, пиньинь Lǎochéng, буквально: «старый город») — район городского подчинения городского округа Лоян провинции Хэнань (КНР).

## История
Эта часть исторического Лояна стала активно развиваться со времён чжурчжэньской империи Цзинь: с той поры здесь размещались власти Хэнаньской управы (河南府) и уезда Лоян (洛阳县). После образования Китайской республики здесь по-прежнему размещалось правление уезда Лоян и органы власти других создававшихся в то время административных структур провинции, а когда в 1932 году японцы попытались захватить Шанхай, то здесь разместилось правительство Китайской республики, в результате чего Лоян стал временной столицей страны.
Во время гражданской войны эти места перешли под контроль коммунистов в 1948 году, и урбанизированная часть уезда Лоян была выделена в отдельную единицу — город Лоян. В 1956 году в составе Лояна был образован район Лаочэн. В декабре 1958 года район Лаочэн был объединён с районом Сигун в район Лобэй (洛北区), но в 1975 году был воссоздан.

## Административное деление
Район делится на 8 уличных комитетов.